# Staatsarchiv Rudolstadt
Das Staatsarchiv Rudolstadt ist eines von sechs zum Landesarchiv Thüringen gehörenden Staatsarchiven im Freistaat Thüringen und befindet sich in den Räumen des  Schloss Heidecksburg in Rudolstadt.

## Archivgeschichte
Das Archiv entstand zu Beginn des 17. Jahrhunderts als „Archivum commune“, einem Urkundenarchiv, in dem die den beiden Herzogtümern Schwarzburg-Sondershausen und Schwarzburg-Rudolstadt gemeinsam gehörenden Urkunden lagen. Daneben existierten in den drei schwarzburgischen Residenzstädten Arnstadt, Rudolstadt und Sondershausen Regierungsarchive für die fürstlichen Haus- und Hofbehörden, welche bis ins 20. Jahrhundert nebeneinander bestehen blieben.
Nach der Gründung des Landes Thüringen im Jahr 1920 wurden diese Archive als Thüringische Staatsarchive fortgeführt, eine Aufhebung fand 1929 für das Arnstädter Staatsarchiv und 1952 für das Sondershäuser Landesarchiv statt. In der Archivorganisation der DDR wurde das Landesarchiv Rudolstadt 1965 als Staatsarchiv für den Bezirk Gera verselbständigt. Nach der Neugründung des Freistaates Thüringen firmierte es von 1991 bis 2016 als Thüringisches Staatsarchiv, seit der thüringischen Archivreform im Jahr 2016 ist das Staatsarchiv Rudolstadt eine Abteilung des neu gebildeten Landesarchivs Thüringen.

## Zuständigkeit
Die historische Zuständigkeit erstreckte sich vor 1918/1920 auf die Grafschaften und späteren Herzogtümer Schwarzburg-Rudolstadt und Schwarzburg-Sondershausen und deren Vorgängerterritorien. Im Land Thüringen war das Staatsarchiv Rudolstadt für staatliche Mittel- und Unterbehörden und Kreisverwaltungsbehörden der Landkreise Arnstadt, Rudolstadt, Saalfeld und Sondershausen zuständig. In der Archivorganisation der DDR war es von 1952 bis 1990 nur noch zuständig für die bezirklichen Verwaltungseinrichtungen und Staatsbetriebe im Bezirk Gera. Seit der Neugründung des Freistaats umfasst die Zuständigkeit des Staatsarchivs Rudolstadt die mittleren und unteren Landesbehörden und nachgeordnete Behörden des Bundes mit Sitz in der Stadt Gera sowie den Landkreisen Ilm-Kreis, Saalfeld-Rudolstadt, Saale-Orla-Kreis und Saale-Holzlandkreis.